# Władysław Ekielski

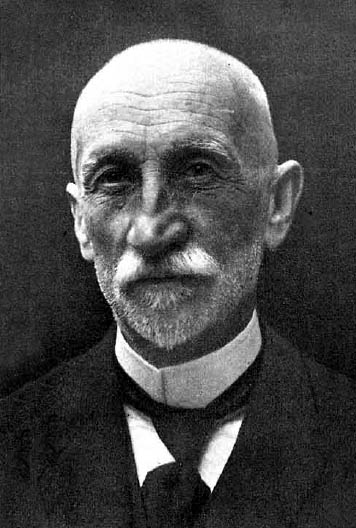
Władysław Ekielski

Władysław Ekielski (geboren 17. Februar 1855 in Krakau; gestorben 23. Juni 1927, ebenda) war ein polnischer Architekt, Verleger und Bauunternehmer. Er schuf im Stil der Moderne.

## Leben und Werk
Ekielski stammte aus einer Krakauer Bürgerfamilie, sein Vater war Notar. Er studierte in Krakau und Wien. Später arbeitete er bei Heinrich von Ferstel. 1882 kehrte er nach Krakau zurück, wo er mit Tadeusz Stryjeński zusammenarbeitete. Er entwarf zahlreiche Bauwerke insbesondere in Krakau, aber auch zum Beispiel die Neue Synagoge in Tarnów. Ab 1900 gab er die Monatsschrift Architekt. Zusammen mit Stanisław Wyspiański schuf er die Fresken in der Franziskanerbasilika und einen Entwurf zum Umbau des Wawels Akropolis. Ab 1918 war er Dozent an der Akademie der Bildenden Künste Krakau. Er wurde auf dem Friedhof Rakowicki beigesetzt.

## Nachweise
- Andrzej Eligiusz Paszkiewicz: Słownik Biograficzny Techników Polskich. T. 21. Warszawa: Muzeum Techniki, 2010, S. 27–29. ISBN 83-85001-32-8.

| Personendaten    | Personendaten        |
| ---------------- | -------------------- |
| NAME             | Ekielski, Władysław  |
| KURZBESCHREIBUNG | polnischer Architekt |
| GEBURTSDATUM     | 17. Februar 1855     |
| GEBURTSORT       | Krakau               |
| STERBEDATUM      | 23. Juni 1927        |
| STERBEORT        | Krakau               |